# 나츠코 (1989년 8월)
나츠코(奈津子, 1989년 8월 18일 ~ )는 일본의 여성 아이돌 그룹 SDN48의 전 멤버이다. 지바현 출신으로 아시아 비즈니스 파트너 소속이다. 쌍둥이 여동생으로 같은 멤버 아키코가 있다. 

## 참가 유닛곡
싱글 CD 참가곡
SDN48 명의
1. 고독의 러너(孤独なランナー)
2. 에로스의 트리거(エロスのトリガー) - 언더걸즈 A 명의
3. 아와지 섬의 양파(淡路島のタマネギ) - 언더걸즈 B 명의
4. 조르는 샴페인(おねだりシャンパン) - 언더걸즈 A 명의
5. 하고 싶어하는 사람(やりたがり屋さん) - 언더걸즈 팀G 명의
6. 위에서 나츠코(上からナツコ) - 언더걸즈 B 명의
7. 끝나지 않는 앵콜(終わらないアンコール)

나츠아키 명의
1. 괜찮으니까 토마토 먹어 (いいからトマト食え)

SDN48 1st Stage 2기생 「유혹의 카터(誘惑のガーター)」공연
1. Black boy
2. I'm sure